# Betriebsfest

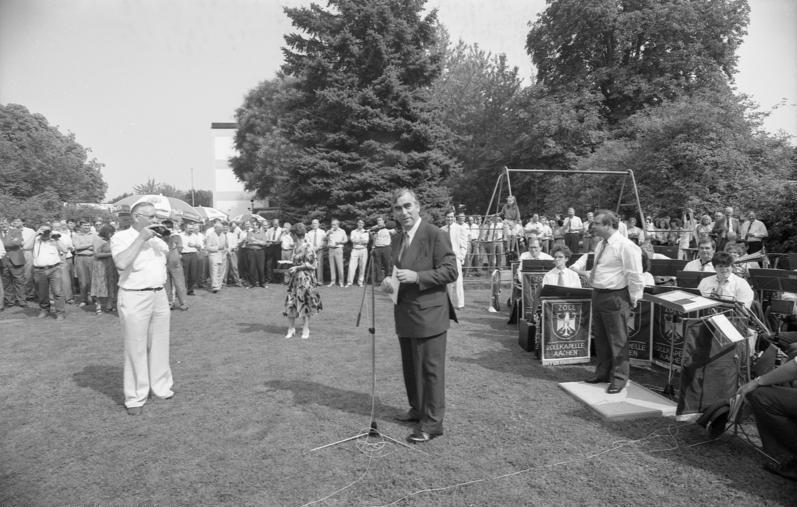
Betriebsfest im Bundesministerium der Finanzen

Ein Betriebsfest, auch Betriebsfeier oder Unternehmensfeier und Firmenfeier, wird häufig als Jahreshöhepunkt – oft zum Ende eines Jahres („Weihnachtsfeier“) – eines Betriebs gefeiert, um die Motivation der Mitarbeiter zu fördern, Verdienste auszuzeichnen oder Ähnliches. Anlass kann auch ein Jubiläum sein.
Außer den Betriebsangehörigen werden oft auch Geschäftspartner eingeladen, um für die Zusammenarbeit zu danken oder Persönlichkeiten aus Politik und Wirtschaft, um eine hohe Wirkung in der Öffentlichkeit zu erzielen und die Bekanntheit des Betriebs zu steigern. Manchmal findet das Betriebsfest gemeinsam mit den Familienangehörigen statt.
Im Rahmen von Messen stellen Betriebe ihre Produkte oder Dienstleistungen vor. Zu einer solchen Veranstaltung werden häufig Catering-Unternehmen, Musiker und Kleinkünstler engagiert, die zur festlichen und kulturellen Ausgestaltung beitragen sollen.